# Keissleriella rara
Keissleriella rara är en svampart som beskrevs av Kohlm., Volkm.-Kohlm. & O.E. Erikss. 1996. Keissleriella rara ingår i släktet Keissleriella och familjen Massarinaceae.   Inga underarter finns listade i Catalogue of Life.